# Białoruskie Zeszyty Historyczne
Białoruskie Zeszyty Historyczne (біл. Беларускія гістарычныя сшыткі), Білоруські історичні зошити — друкований орган Білоруського історичного товариства, який видається з 1994 р. в Білостоку 2 рази на рік польською, білоруською та російською мовами.
В ньому публікуються наукові статті, огляди, реферати, біографічні та архівні матеріали, рецензії. В публікаціях освітлюється політична, соціальна та господарча історія Білорусі, питання культури, демографії, історичної географії Білорусі та білоруський громадсько-політичний рух у Польщі.